# Argut
Argut (rusky Аргут) je řeka v Altajské republice v Rusku. Jde o pravý přítok řeky Katuň (zdrojnice Obu). Včetně své zdrojnice Akalach je 232 km dlouhá. Povodí má rozlohu 9 550 km².

## Průběh toku
Protéká centrální částí pohoří Altaj. Jeho části jsou Kyzyl-Argut s velmi divokou Karagemskou průrvou poblíž vesnice Beljaš - Džazator. Následuje Stepní Argut s poměrně klidným, tokem. Velmi divoké peřeje jsou v soutěsce Sapožnikova (Truba Sapožnikova), ve které je nejnebezpečnější tzv. Vodopád Sapožnikova. Na středním toku jsou další nebezpečné peřeje – práh Razdělnyj, Bělyj a soutěska Atlanty. Poslední částí je Rychlý Argut.

## Vodní režim
Zdroj vody je sněhový, dešťový a ledovcový. Zamrzá v listopadu a rozmrzá v dubnu.

## Splouvání
Agrut je cílem extrémních vodáků, splouvá se zpravidla na raftu, obvykle v úseku od Stepního Argutu po Katuň, po které se pluje ještě 1 den k místu, kde lze raft opět naložit na auto. Prahy Karagemská průrva, Vodopád Sapožnikova a Razělnyj se přenášejí. Velmi nebezpečná je soutěska Atlanty, kde jsou pomníčky řady utonulých vodáků. Nebezpečí je kromě obtížných peřejí v odlehlosti od civilizace, špatné přístupnosti po břehu. V oblasti není mobilní signál a v řadě úseků teče řeka v soutěskách, ze kterých se nelze dostat na břeh kvůli kolmým a převislým skalám.